# Acrapex brunneoides
Acrapex brunneoides är en fjärilsart som beskrevs av Embrik Strand 1922. Acrapex brunneoides ingår i släktet Acrapex och familjen nattflyn. Inga underarter finns listade i Catalogue of Life.